# 인심구락부
《인심구락부》(仁心俱乐部)는 2025년 방송되었던 중국의 드라마이다.

## 줄거리
- 쿨한 외과의사 류즈이는 남자친구와 결혼을 준비할 때 특수한 이유로 자신의 병원으로 실려온 남자친구로 인해 충격을 받고 신중하게 이 관계를 끝내게 된다 한편 낙관적인 심장외과 의사 친원빈은 시니컬해보이는 겉모습과 달리 자신만의 굳건한 심지를 지니고 있었고 일은 순조로웠으나 결혼엔 적신호가 켜져 있었다 서로 너무나 다른 두 사람은 수술대에서는 서로를 도와주는 동료로서 끊임없이 성장해나갔으니

## 등장 인물
- 신즈레이 - 류즈이 역
- 백객 (白客) - 친원빈 역
- 장자현 (张子贤) - 왕가오성 역
- 요안나 (Annabel Yao) - 구스이 역
- 사명택 (师铭泽) - 지앙위 역
- 이효겸 (李孝谦) - 딩우 역
- 왕슈주 - 판위에 역
- 패륵 (贝勒) - 가오천 역
- 은설 (Crystal) - 산지에 역